# Провулок Кучмин Яр
Прову́лок Кучмин Яр — провулок у Солом'янському райоін міста Києва, місцевість Кучмин яр. Пролягає від вулиці Кучмин Яр до кінця забудови.

## Історія
Виник у 1-му десятилітті XX століття, мав назву провулок Кучмин Яр або Кучменний провулок. З 1955 року мав назву Краснодонський провулок, на честь міста Краснодон.
До 1980-х років пролягав до вулиці Кудряшова, дещо скорочений у зв'язку зі зведенням нової забудови.
Історичну назву провулку відновлено 2017 року.

## Особливості провулку
До 2018 року перші 90 метрів від вулиці Кучмин Яр провулок мав вигляд дуже вузької брукованої доріжки (ширина не перевищує 2 метри), тому провулок є непроїзним на більшій частині свого пролягання. 2018 року провулок заасфальтовано, проте через свою малу ширину він є доступним лише для пішоходів.